# 南口镇 (石首市)
南口镇，是中华人民共和国湖北省荆州市石首市下辖的一个乡镇级行政单位。

## 行政区划
南口镇下辖以下地区：
永新社区、南尖上村、官剅口村、上官洲村、古夹垸村、新垸子村、白沙洲村、雷家沟村、永福村、街河子村、柳湖坝村、管家铺村、二郎庙村、大剅口村、老山咀村、石平村、陈币桥村和朝门台村。